# Mascarenotus murivorus
Mascarenotus murivorus é uma espécie extinta de coruja que era endêmica da ilha Rodrigues.